# Clément, Alex et tous les autres
Clément, Alex et tous les autres è un film francese del 2019 diretto dal regista taiwanse Cheng-Chui Kuo. È stato presentato in anteprima al Festival MIX Milano, dove ha concorso nella selezione dei lungometraggi.

## Trama
Clément, un regista trentacinquenne, sta cercando con Alex, una ragazza lesbica, un inquilino cui affittare una stanza del suo bell'appartamento di Parigi. Nel loro annuncio hanno indicato che cercano un inquilino gay, probabilmente per indispettire l'ex fidanzato di Clément.
Dopo diversi colloqui, si decidono per affittare la stanza a Leo un giovane ragazzo eterosessuale, che si finge gay allo scopo di ottenere l'alloggio. Maeva, la fidanzata di Leo, durante il colloquio viene presentata ai coinquilini come lesbica.
L'appartamento è frequentato anche da Anne, la sorella maggiore di Clément, la quale fa spesso la sua apparizione.
Tutti vivono una situazione sentimentale complicata. Clément non riesce a superare il trauma della morte del suo primo fidanzato, cosa che gli impedisce di andare a Nantes per ricostruire la relazione con l'ex fidanzato di cui è ancora innamorato. Alex intrattiene da anni una relazione segreta con una ragazza non dichiarata, la quale però sta per sposarsi con un ragazzo. Anne vive da sola da molto anni, incapace di trovare l'amore. Leo non è più innamorato di Maeva e pian piano allenta il rapporto.
Leo trova da subito nei nuovi conviventi l'affetto familiare. Alex prende una cotta per Maeva e prova baciarla, quest'ultima s'allontana, senza svelare d'essere in realtà eterosessuale. Clément sembra attratto da Leo e dalla sua giovinezza.
Il giorno del compleanno di Clément, Maeva che si sente abbandonata da Leo si presenta nell'appartamento sconvolta, spingendolo a rivelare la propria eterosessualità. Clément e Alex le perdonano l'innocente bugia. Durante il gioco della verità, Leo dichiara il proprio amore ad Anne e dopo poco tempo lascia la casa per stare con lei. Maeva si candida a sostituirlo.
Clément si presenta a casa dell'ex fidanzato, forse è riusciuto a superare il proprio dolore.